# Wilfrido Vargas
Wilfrido Radhamés Vargas Martínez (Altamira, Puerto Plata, 24 de abril de 1949) es un cantautor, músico y director de orquesta dominicano y uno de los grandes músicos responsables de la internacionalización del género musical merengue. Vargas ha fungido principalmente como trompetista y vocalista, pero también ha dirigido su orquesta, siendo además productor de la misma. Así mismo, es conocido como creador y productor de las exitosas agrupaciones merengueras Las Chicas del Can y Altamira Banda Show.
Wilfrido Vargas es uno de los artistas más conocidos de Hispanoamérica con temas como «El Africano» (escrito por Calixto Ochoa), «Abusadora» (escrito por Manuel De Los Santos Jimenez y Miguel A. Figuereo), «El Comején», «Por la plata baila el Mono», «El Baile del Perrito», entre otros más. Vargas ha ganado varios reconocimientos internacionales, así como también en su país República Dominicana. En noviembre de 2018 fue reconocido con el premio a la Excelencia musical durante la ceremonia de los Premios Grammy Latinos.

## Primeros años
Vargas nació el 24 de abril de 1949 en Altamira, Puerto Plata. Siempre estuvo rodeado de influencias musicales, ya que su padre, Ramón Vargas, fue un acordeonista y guitarrista, y su madre Bienvenida Martínez, fue flautista y guitarrista. Vargas comenzó sus estudios musicales asistiendo a la Academia Municipal de Música de su región a partir de los diez años de edad.

## Carrera
Su carrera comercial comenzó con su propia agrupación musical Wilfrido Vargas y sus Beduinos, con quienes grabó su primer álbum en 1972. Además formó parte de la muy conocida agrupación de salsa Fania All-Stars como cantante en el festival Havana Jam, celebrado en La Habana (Cuba) en 1979.
Durante la década de los 80 tuvo un éxito comercial internacional con canciones como «El Barbarazo», «El Jardinero», «La Medicina», y «El Loco y La Luna». En 1986 ganó la Orquídea de Plata en la edición del Festival Internacional de la Orquídea en Maracaibo Venezuela. También apareció en la película Que viva el merengue y la lambada, de 1989.
Fue nominado en 1991 a la 33.ª entrega de los Premios Grammy en la categoría Mejor Álbum Latino Tropical por su álbum Animation. 
En 1993, el presidente dominicano Joaquín Balaguer lo condecoró con la Orden Heráldica de Cristóbal Colón en el grado de Caballero, junto a los músicos dominicanos compañeros Jorge Taveras, Manuel Tejada y Julio Gautreaux por su contribución al desarrollo y la difusión de la música nacional. Vargas ganó una Gaviota de Plata en la 35° versión del Festival Internacional de la Canción de Viña del Mar en 1994.
Wilfrido además realizó el tema musical «Amor Casual» de la telenovela Bellísima y también interpretó la canción «Que será» para la película Out to Sea (de 1997).
En 2003 actuó en la película dominicana Éxito por intercambio.
En 2007 participó como jurado en la versión colombiana de Factor X.
En agosto de 2010 Vargas lanzó el tema «Que te vaya bien», un merengue con ritmos modernos, dejando atrás el género tradicional que lo caracteriza.
Desde 2010, Vargas vive en Colombia, pero desde 1985, hasta mediados de los 90 estuvo residenciado en Caracas, Venezuela, país donde las orquestas de Wilfrido tuvieron la mayor cantidad de presentaciones.
Wilfrido no sólo tuvo éxito con su orquesta, sino que además fue inspirador y fundador de grupos importantes del género merengue como, The New York Band, Altamira Banda Show, nombrado así en homenaje a su lugar de nacimiento. También fue el mentor y responsable del éxito internacional del famoso grupo femenino de merengue Las Chicas del Can.

## Cantantes
- Peter Cruz
- Willie Berrios
- Luis Mariano Lantigua
- Vicente Pacheco
- Victor Waill
- Wilfrido Vargas (principal).
- Bonny Cepeda
- Sandy Reyes
- Rubby Pérez
- Jorge Gómez (contratenor)
- Eddy Herrera
- Charly Espinal
- Gene Chambers
- Roy Tavare
- Mickey Taveras
- José Trinidad
- Orlando Alfonso Colón
- Raffy Diaz
- Marcos Caminero
- Mi amigo Miguelito
- Lessing Kérguelen
- Leo Diaz

## Discografía
| Title                                              | Año  | Chart          |
| Title                                              | Año  | Tropical Songs |
| -------------------------------------------------- | ---- | -------------- |
| Wilfrido Vargas & Sus Beduinos Vol.1               | 1973 | -              |
| Wilfrido Vargas Y Sus Beduinos Vol.2               | 1974 | -              |
| Merengues Instrumentales                           | 1974 | -              |
| Wilfrido Vargas                                    | 1975 | -              |
| Wilfrido Vargas Y Sus Beduinos Vol.3               | 1976 | -              |
| Wilfrido Vargas Y Sus Beduinos Vol.4               | 1976 | -              |
| ¡Por el Campeonato Mundial!                        | 1977 | -              |
| ¡Punto y aparte!                                   | 1979 | -              |
| Poder Musical                                      | 1979 | -              |
| Wilfrido Vargas Presenta A Chery Jimenez           | 1978 | -              |
| Haciendo Historia                                  | 1979 | -              |
| Wilfrido Internacional                             | 1979 | -              |
| EL Jeque                                           | 1980 | -              |
| ¡Abusadora!                                        | 1981 | -              |
| ...Ahora                                           | 1981 | -              |
| Cosas De Mi Amigo Miguelito                        | 1981 | -              |
| Wilfrido Vargas & Sandy Reyes                      | 1982 | -              |
| El Funcionario                                     | 1983 | -              |
| Todo es para ti                                    | 1984 | -              |
| El Jardinero                                       | 1984 | 3              |
| La Medicina "Wilfrido 86"                          | 1985 | 2              |
| Vida, Canción y Suerte                             | 1986 | 17             |
| La Música                                          | 1987 | 4              |
| El Baile                                           | 1987 | 2              |
| Más Que Un Loco                                    | 1988 | 9              |
| Animation                                          | 1989 | 9              |
| Éxitos de                                          | 1990 | 9              |
| Siempre Wilfrido                                   | 1990 | 5              |
| Amor Casual                                        | 1991 | -              |
| Itinerario                                         | 1992 | 5              |
| Usted Se Queda Aquí                                | 1994 | -              |
| El Extraterrestre                                  | 1995 | -              |
| Wilfrido Vargas y Sus Consentidas                  | 1996 | -              |
| Hoy                                                | 1997 | -              |
| Raíces                                             | 1998 | -              |
| www.wilfrido-vargas.com                            | 2000 | -              |
| Dos Generaciones                                   | 2002 | -              |
| El Único                                           | 2002 | -              |
| Serie platino                                      | 2000 | -              |
| Serie 2000                                         | 2000 | -              |
| 10 éxitos de oro                                   | 2000 | -              |
| 16 éxitos                                          | 2000 | -              |
| 16 éxitos 2                                        | 2001 | -              |
| Oro de Oro                                         | 2001 | -              |
| Dos generaciones                                   | 2002 | -              |
| El único                                           | 2002 | -              |
| Juntos                                             | 2002 | -              |
| Colección diamante                                 | 2003 | -              |
| Raíces 2                                           | 2004 | -              |
| Grandes éxitos                                     | 2005 | -              |
| 2 grandes voces del merengue                       | 2007 | -              |
| 15 éxitos                                          | 2008 | -              |
| Los 30 mejores éxitos                              | 2012 | -              |
| Los Mejor 40 Grandes                               | 2012 | -              |
| Lo Mejor De Mi...                                  | 2013 | -              |
| Éxitos y Mucho Más                                 | 2014 | -              |
| Merengue Mix 2                                     | 2015 | -              |
| 60 y algo Más                                      | 2015 | -              |
| Mi Historia 1                                      | 2016 | -              |
| Mi Historia 2                                      | 2016 | -              |
| La Música Vol, 2                                   | 2017 | -              |
| Albums that did not chart are denoted with an "—". |      |                |

### Grammy Nomination
- Best Tropical Latin Performance – Animation (1990)

## Filmografía
| Año  | Película                          | Rol      |
| ---- | --------------------------------- | -------- |
| 1989 | Que viva el merengue y la lambada | Él mismo |
| 2003 | Éxito por intercambio             | Él mismo |
| 2015 | Diomedes, el cacique de la junta  | Él mismo |
| 2024 | Primate                           | Él mismo |

## Controversias

### Desavenencias con Belkis Concepción
A mediados de 1985, Belkis Concepción ―quien fue la primera vocalista y líder de la agrupación― reclamó ser ella y no Vargas la creadora de la agrupación Las Chicas del Can. Concepción, quien tuvo que dejar la agrupación por enfermedad, dijo ser la formadora del grupo en 1976. Según sus palabras:

Me dieron un golpe de Estado mientras estuve en cama, eso también fue algo que me afectó mucho, porque ese nombre me lo dio Yaqui Núñez pero, como no la había registrado a mi nombre, Wilfrido se lo llevó con todo e integrantes del grupo. A pesar de eso, Vargas y yo nos llevamos bien.
Belkis Concepción

Concepción había creado una agrupación en 1976 conocida como Las Muchachas, que luego ―debido a la unión de esta con Wilfrido Vargas en 1981― pasaría a llamarse Belkis Concepción y Las Chicas del Can. En 1985, Concepción rompió definitivamente las relaciones laborales con Vargas.

### Supuesta demanda a Shakira
En mayo de 2010 la cantante colombiana Shakira lanzó su canción Waka Waka (Esto es África) con el mismo estribillo que utilizaba el merengue «El negro no puede», el cual grabaran Las Chicas del Can en los años ochenta. Originalmente el estribillo pertenece a la canción de marcha «Zangalewa», utilizada por los soldados en Camerún, popularizada por la agrupación Golden Sounds del mismo país, el cual Wilfrido Vargas utilizó para la canción.
Vargas afirmó que no demandaría a Shakira, ya que esa canción no es suya.

### Demanda de plagio por "El Baile del Perrito"
En febrero de 2024, el compositor Juan Valdez Ybet demandó a Vargas reclamando la autoría de dicha canción.

## Congos de Oro
Otorgado en el Festival de Orquestas del Carnaval de Barranquilla:
| Año  | Trabajo nominado | Categoría        | Resultado |
| ---- | ---------------- | ---------------- | --------- |
| 1986 | Wilfrido Vargas  | Combo Extranjero | Ganador   |
| 1987 | Wilfrido Vargas  | Combo Extranjero | Ganador   |
| 2011 | Wilfrido Vargas  | Merengue         | Ganador   |